# Boswellia serrata
El olibano o árbol del incienso de la India (Boswellia serrata) es una especie de planta que produce el incienso indio llamado Salai. Se encuentra en Rajasthan y Madhya Pradesh en India. Su aroma se considera inferior al compararlos con las especies B. sacra o B. frereana.

## Toxicidad
El aceite esencial de la resina de Boswellia serrata contiene fenilpropanoides (hasta un 11%), tales como el estragol, cuya ingestión puede suponer un riesgo para la salud.

## Propiedades
Extractos de  Boswellia serrata han sido estudiados clínicamente para tratar la osteoartritis, particularmente la de la rodilla.

## Taxonomía
Boswellia serrata fue descrita por Roxb. ex Colebr. y publicado en Asiatic Researches 9: 379, en 1807.
Sinonimia
- Boswellia balsamifera Spreng.
- Boswellia glabra Roxb.
- Boswellia thurifera Roxb. ex Fleming
- Chloroxylon dupada Buch.-Ham.
- Libanotus asiaticus Stackh.
- Libanus thuriferus Colebr.[6]